# Armand Boutrolle
 (novembre 2015).
Si vous disposez d'ouvrages ou d'articles de référence ou si vous connaissez des sites web de qualité traitant du thème abordé ici, merci de compléter l'article en donnant les références utiles à sa vérifiabilité et en les liant à la section « Notes et références ».
Armand Boutrolle, né à Paris le 28 février 1886 et mort à Brou-sur-Chantereine le 29 décembre 1972, est un sculpteur français.

## Biographie
Armand Boutrolle est le fils d'un ivoirier dont le père était aussi du métier. Ses grands-parents exerçaient le métier d'ivoirier à Dieppe et il paraît que l'empereur Napoléon III était venu leur rendre visite dans son échoppe lors d'un passage dans la ville[réf. nécessaire].
Un peu avant sa naissance, la famille vient s'installer dans la capitale, au plus près de sa clientèle. La plus grande partie de leur production consiste en des broches, manches d'ombrelles, éventails et bijoux. Armand Boutrolle apprend le métier auprès de son père.

## Œuvres
- Vincennes, église Saint-Louis, chapelle latérale :
  - Le Sacré-Cœur, vers 1921 ;
  - Vierge à l'Enfant, vers 1921 ;